# هازلتون (داکوتای شمالی)
هازلتون(به انگلیسی: Hazelton) شهری به مساحت 93 کیلو متر مربع در ایالت داکوتای شمالی کشور ایالات متحده آمریکا است که جمعیت آن در سرشماری سال ۲۰۱۰ میلادی، ۲۳۵ نفر بوده‌است.